# Champost
Champost, beter bekend als champignonmest, wordt vaak verward met compost. Nochtans zijn er grote verschillen. In tegenstelling tot "echte compost" is champignonmest niet gemaakt op basis van uitsluitend plantaardige stoffen. Champignons worden namelijk gekweekt op paardenmest die samen met stro, kalk en kippenmest gecomposteerd wordt. Deze compost wordt geënt met champignonbroed en veertien dagen doorgroeid in een tunnel. Bij het afleveren bij een champignonkweker wordt de compost voorzien van een laagje dekaarde waarin champignon-mycelium groeit en dat als vochtbuffer dienstdoet. De mest wordt dan na de oogst weer verkocht als champost.
De champignonmest is een zeer basische stof door de menging met kalk. Deze mest is dan ook te vermijden op gronden waar de pH reeds redelijk hoog is. Door verhitting tot 70°C na de teelt van champignons is champost absoluut vrij van ziektekiemen, aaltjes en onkruidzaden. Champost is nagenoeg vrij van zware metalen (chemische middelen). Gft-compost bevat meer zware metalen en andere verontreiniging zoals glas, metaaldeeltjes en plastic.
Champost is een goede bodemverbeteraar door het hoge organisch stofgehalte. Champost bevat per ton:
```
330 kg drogestof
200 kg 
organische stof

 45 kg 
calcium
   CaO   
  6 kg 
stikstof
  N
  4 kg 
fosfaat
   P
2
O
5

  9 kg 
kalium
    K
2
0
2,5 kg 
magnesium
 MgO
```